# Anti-Atlas
El Antiatlas (en bereber : ⴰⵟⵍⴰⵙ ⴰⵎⴻⵥⵢⴰⵏ Aṭlas Ameẓyan, en árabe: الأطلس الصغير,  al-Atlas as-Saghir), también conocido como Pequeño Atlas, es una de las cadenas de montañas marroquí, parte de la cordillera del Atlas, en el noroeste de África. El Antiatlas se extiende desde el océano Atlántico en el suroeste, hacia el noreste, a la altura de Uarzazat y más hacia el este a la ciudad de Tafilalt (tiene una longitud de unos 530 km), limitando al sur y al este con el desierto del Sáhara. 
El punto más oriental del Antiatlas es la montaña de Djebel Sarhro, que alcanza su máxima altura en los 2712 m del monte Amalun`Mansur para después bajar rápidamente hacia la depresión de Tafilalt y su límite oriental se establece en las secciones de la cordillera del Alto Atlas. En las alturas de Uarzazat, el macizo está cortado por el valle del Draa, que se abre hacia el sur. Esta vertiente medidional del Antiatlas, antes de descender hacia el curso del Draa, está interrumpida por una fina cresta de colinas formada por los afloramientos rocosos del monte Bani. En este caos de rocas, los contrastes son extremos: corre el agua en algunos lugares remotos, la formación de cuencas y los pueblos raros se reducen a un puñado de pequeñas casas rodeadas de palmeras.

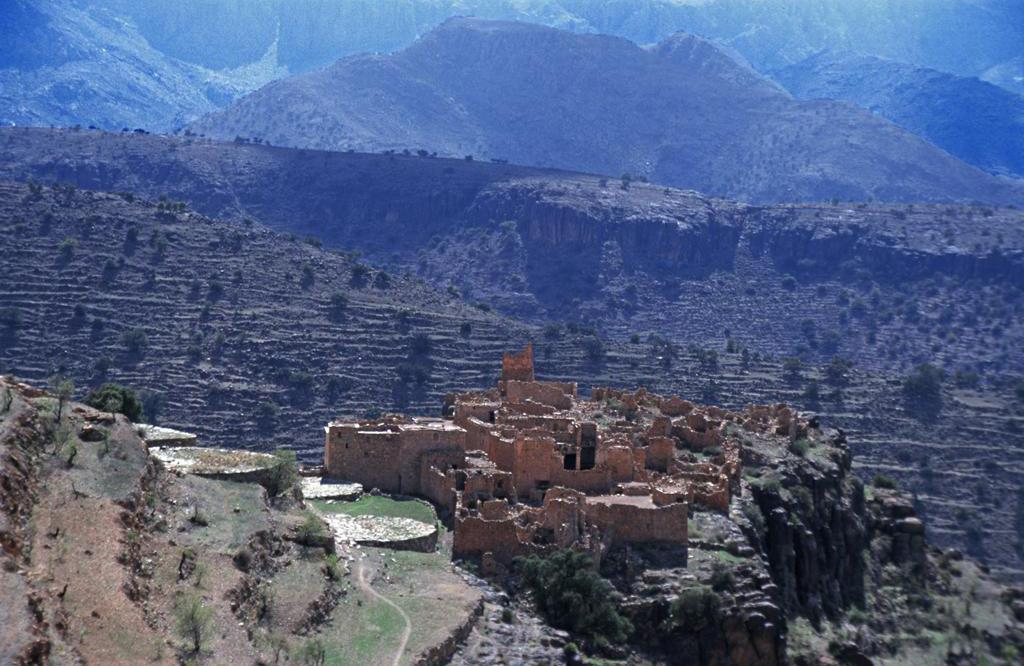
Montañas del Antiatlas en Marruecos.

## Paisajes

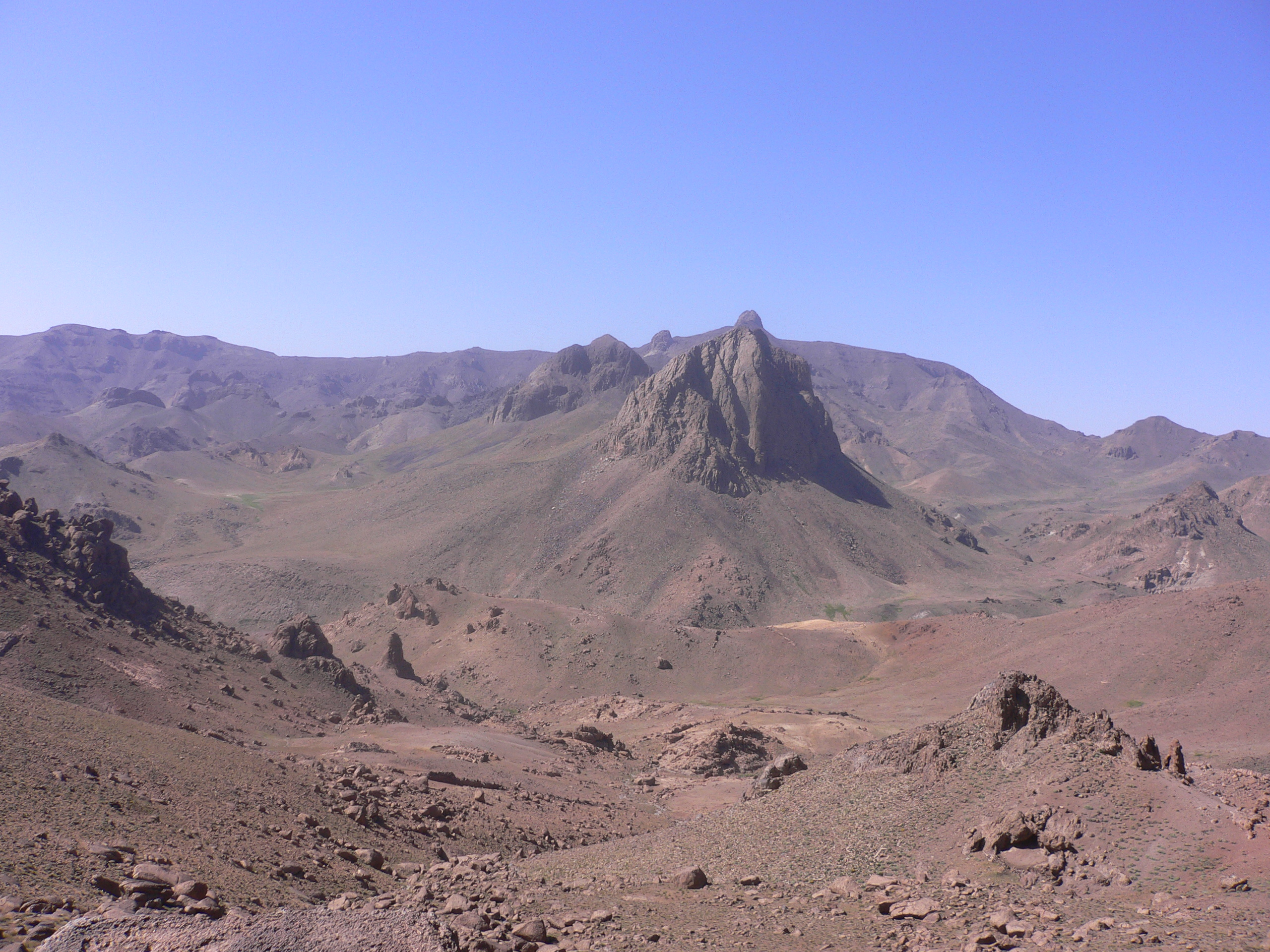
Paisaje característico del Antiatlas.

El paisaje se caracteriza por el entorno kasbah pintoresco (esencialmente castillos) que se encuentran en muchos lugares de la región, incluyendo las partes más antiguas de Agadir. En épocas anteriores, fue importante como un lugar de refugio, y un depósito de abastecimiento. Cerca de estos asentamientos, los campos con terrazas de piedra en seco y los muros cubren el paisaje. Sin embargo cada vez más, las casas están desocupadas, y los campos sin cultivar. Con la continua migración de la tierra, los sistemas de riego necesarios para la agricultura también están en decadencia.
Abierto a los vientos cálidos y secos del Sahara, el Antiatlas conserva todavía valles y verdaderos oasis bastante bien irrigados y cultivados (Tafraute), que contrastan vivamente con el paisaje estepario y árido de las vertientes más expuestas.